# Kerma (fyzika)
Kerma je veličina používaná v dozimetrii. Její název vychází ze zkratky "kinetic energy released per unit mass" nebo "kinetic energy released in matter." Kerma je definována jako suma počáteční kinetické energie všech nabitých částic vznikajících v materiálu jako důsledek nepřímo ionizujícího záření (foton nebo neutron), vztažená na hmotnost (K = dEK/dm). Její jednotkou je jeden gray (Gy).